# Hanseller Floth
Koordinaten: 52° 3′ 20″ N, 7° 34′ 16″ O
Das Naturschutzgebiet Hanseller Floth liegt auf dem Gebiet der Stadt Greven im Kreis Steinfurt in Nordrhein-Westfalen. Das Gebiet erstreckt sich südwestlich der Kernstadt Greven und nordwestlich von Hansell, einer Bauerschaft in Altenberge. Westlich verläuft die Landesstraße 529, östlich verlaufen die Kreisstraße 13 und die A 1. Unweit westlich fließt der Flothbach. Südlich erstreckt sich das 15,89 ha große Naturschutzgebiet (NSG) Rottbusch und südwestlich das 17,79 ha große NSG Feuchtwiese Hansell. 

## Bedeutung
Für Greven ist seit 1984 ein 16,24 ha großes Gebiet unter der Kenn-Nummer ST-009 als Naturschutzgebiet ausgewiesen. Das Gebiet wurde unter Schutz gestellt zur Erhaltung und Entwicklung 
- zweier landesweit bedeutsamer Grünlandkomplexe, welche aufgrund ihrer entsprechenden Vegetationsstrukturen im Verbund mit anderen Feuchtwiesenschutzgebieten große Bedeutung für das europäische Biotopverbundnetz darstellen
- eines Feuchtwiesenbereiches als wichtiger Lebensraum für eine bedeutsame Laubfroschpopulation, weitere Amphibienarten und eine Anzahl von Libellenarten.